# 賓奇納縣

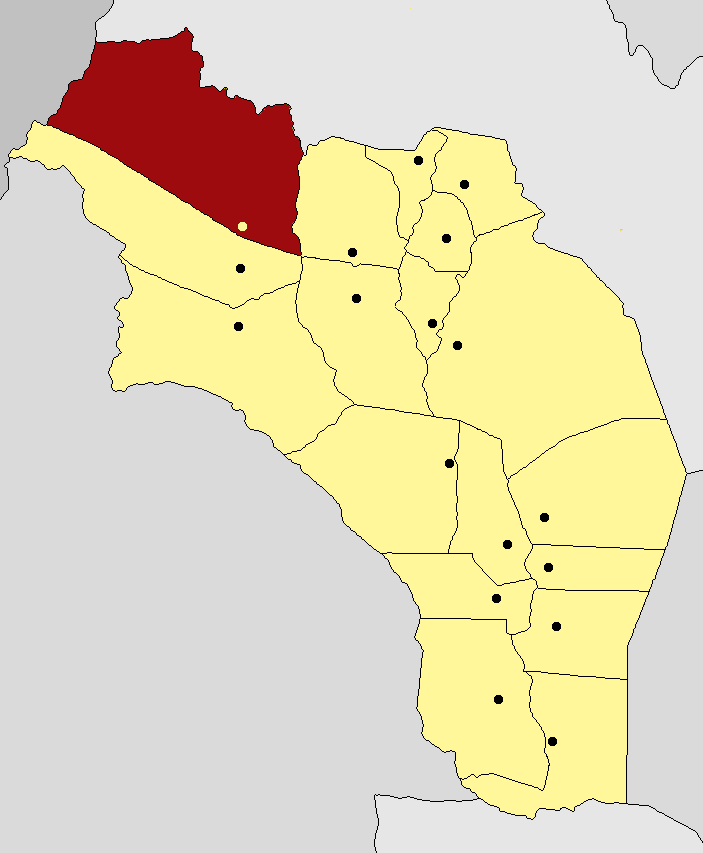

28°45′13″S 68°12′16″W / 28.75361°S 68.20444°W
賓奇納縣（西班牙語：Departamento Vinchina），是阿根廷的縣份，位於該國西北部拉里奧哈省，首府設於聖何塞鎮，面積10,334平方公里，該地區低強度地震活動頻繁，截至2010年人口达2,731人，人口密度每平方公里0.26人。